# Parc provincial du Lac Le Jeune
Le parc provincial du Lac Le Jeune (anglais : Lac Le Jeune Provincial Park) est un parc provincial de la Colombie-Britannique au Canada situé dans le district régional de Thompson-Nicola. Il comprend une grande partie des rives du lac Le Jeune et a été créé en 1956. Il est situé à une altitude de 1 280 mètres. Le parc provincial Le Jeune se situe entre deux chaînes montagneuses, la chaîne Côtière à l'ouest et les montagnes Rocheuses à l'Est.
La Flore est diversifiée, on y trouve notamment l'épinette, le pin tordu, le bouleau et le rosier arctique. 
La faune est également diverse, on y croise le geai de Steller, l'oiseau symbole de la Colombie-Britannique, le pygargue à tête blanche, le rat musqué, le castor canadien, le lynx ainsi que la truite arc-en-ciel.

## Toponymie
Le nom du parc provient du lac Le Jeune qui est adjacent au parc. Quant au lac, il a été nommé en l'honneur du père oblat Jean-Marie Le Jeune (1855 - 1930) en 1927. Né en France, il est arrivé en Colombie-Britannique en 1879 en mission chez les Sechelt et les Stó:lō. Il a été transféré à Kamloops en 1889 où il entra en relation avec les Nicola (en)s et les Shuswaps. Il a appris une douzaine de langues et de dialecte et il a créé un alphabet pour les amérindiens inspiré de la sténographie Duployé (en).